# Küblis
Küblis (Reto-Romaans: Cuvlignas; Walserduits: Chüblisch; Italiaans (verouderd): Convalle) is een gemeente en plaats in het Zwitserse kanton Graubünden, en maakt deel uit van het district Prättigau/Davos.
Küblis telt 797 inwoners.